# Рухомовский, Израиль Хацкелевич
Изра́иль Хацке́левич Рухомо́вский (1860, Мозырь — 1936, Булонь-Бийанкур) — ювелир, писатель, автор множества уникальных ювелирных произведений, среди которых: коробочка в виде саркофага с миниатюрным золотым скелетиком со 167 костями, произведения иудаики, вазы, композиции на мифологические темы. Всемирно прославился как автор тиары Сайтаферна. По мнению коллекционера А. Н. Иванова — «величайший ювелир всех времён и народов».

## Биография
Израиль (Исроэл-Бер) Рухомовский родился в 1860 году в городе Мозыре(ныне Гомельская область, Беларусь). Родители хотели, чтобы он стал раввином, и в детстве он получил религиозное образование. Однако выбрал ювелирное дело и сам выучился ювелирному и гравёрному мастерству. Начинал как резчик печатей. В 17 лет женился. В середине 1880-х годов переехал в Киев, и здесь ему предложили работать в ведущих ювелирных мастерских. Юный талант изначально никем не признавался из-за зависти к его успехам, но его услугами пользовались многие. К примеру, Иосиф Маршак постоянно заказывал у Рухомовского свои произведения. Затем, в 1892 году, он переехал в Одессу, где жил по адресу Успенская, 36. Его мастерская не имела вывески.
Впоследствии он создал множество интересных, уникальных ювелирных работ. В течение девяти лет И. Рухомовский работал над одной из лучших своих работ — небольшой коробочкой в виде гроба-саркофага размерами 10 см в длину и 4 см в высоту. Под крышкой саркофага находится миниатюрный золотой скелетик, у которого двигаются 167 костей.
```
Какой скандал! Весь новый свет
Взволнован беспримерно,
И воспевает хор газет
Тиару Сайтоферна.

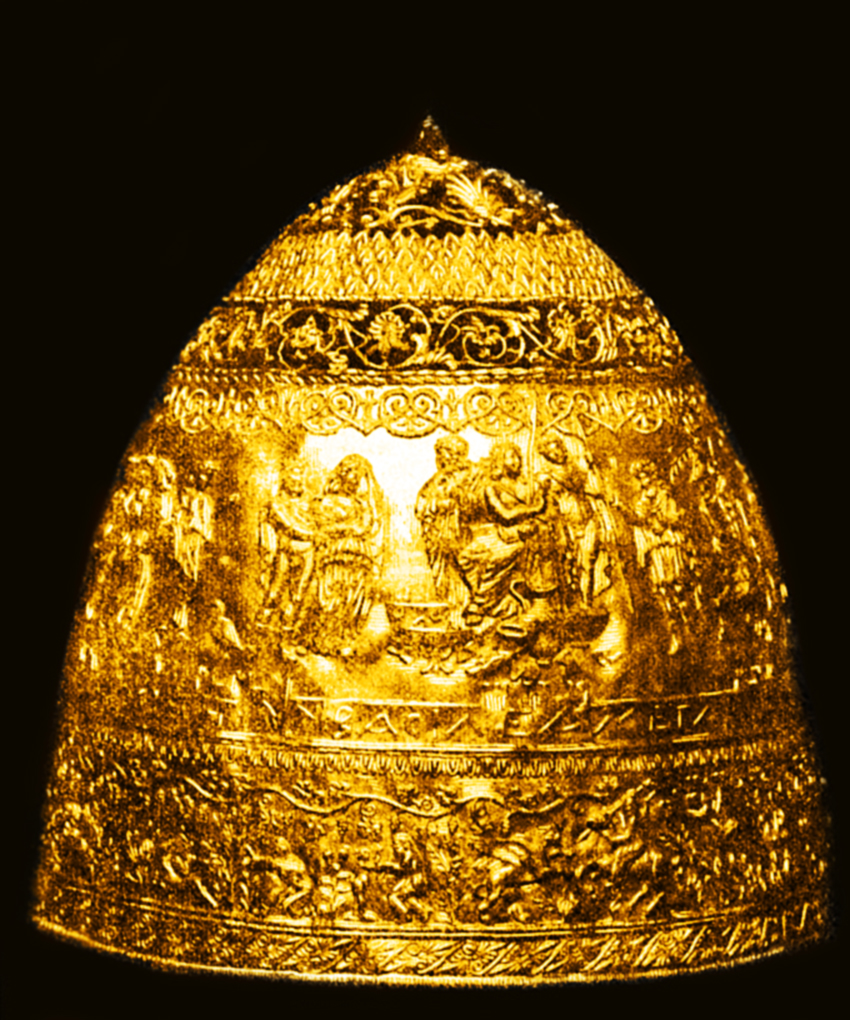
«Тиара Сайтаферна»

Большой скандал в Европе всей
Наделал много шуму:
Дал за тиару Лувр-музей
Громаднейшую сумму.
И вслед за ней молва пошла,
Раздался голос прессы:
Тиара сделана была гравером из Одессы.
Скандализирован Париж,
Краса земного шара.
Сгубила Лувру весь престиж
Поддельная тиара.
Какой скандал! И как тут быть,
Вопят археологи,
Вконец нас могут погубить
Подобные подлоги

```

Среди заказчиков И. Рухомовского были братья Шепсель и Лейба Гохманы, купцы третьей гильдии. Они заказали ему в 1895 году «тиару Сайтаферна», а затем выдали её за работу мастеров причерноморского античного греческого города Ольвии, которую те сделали в подарок скифскому царю Сайтаферну в качестве выкупа. В 1896 году тиару под видом оригинала продали в Лувр за 200 000 франков (50 000 рублей). Рухомовскому купцы дали только 1800 рублей. Работа была настолько мастерски сделана, что все ведущие специалисты, включая директора Лувра, руководителя отдела античного искусства и других, признали изделие подлинником. Из-за большой цены для покупки тиары нужно было специальное разрешение и субсидии парламента Франции.
23 марта 1903 года в одной из парижских газет в открытом письме ювелира из Парижа Лифшица было сказано, что автором тиары является Израиль Рухомовский. Ему не поверили, однако тиара была убрана в запасник, а правительство создало комиссию во главе с Клермоном-Ганно, членом Академии наук. По прошествии двух дней из Одессы в парижскую газету телеграфировали, что Израиль Рухомовский заявил: он — автор тиары. Спустя неделю, 5 апреля 1903 года, Рухомовский прибыл впервые в жизни в Париж. Там Израиль Хацкелевич смог легко доказать, что является автором (показал чертежи и сделал идентичную копию её части). На просьбу назвать имя организаторов аферы Израиль Рухомовский рассказал очень неправдоподобную историю о купце из Керчи. О Гохманах он скромно умолчал.
Затем И. Рухомовский вернулся в Одессу. Очень долго собирал средства на получение статуса купца третьей гильдии, однако собрать нужную сумму так и не смог. Всё, что скопил, едва покрыло покупку билетов для него и его семьи в Париж в один конец. Некоторое время И. Рухомовский работал в Лувре реставратором.
Последние три десятка лет Израиль Рухомовский провёл с женой и детьми в Париже, где создавал работы для именитых парижан, таких как барон Эдмон Ротшильд. Дети его пошли по стопам отца и тоже стали известными ювелирами, художниками и литераторами.
Израиль Рухомовский был знаком с Максом Нордау, Теодором Герцлем. У Макса Нордау был жетон работы Рухомовского, который ему подарили «Сыновья Сиона». А у Герцеля от одесситов был адрес, который сделал Соломон, сын Израиля.
Скончался Рухомовский в Булонь-Бийанкуре в 1936 году в нищете. Похоронен на кладбище Баньё (участок 16).

## Семья
Внучатый племянник — режиссёр Израиль Цуриелевич Пикман.

## Избранные произведения
Всего известно менее 160 произведений. Некоторые из произведений:
- Саркофаг со скелетиком (1893—1902[20]).
- Тиара Сайтаферна (1895—1896; восемь месяцев[21]).
- Колье с мифологическими сценами[22].
- Статуэтка «Ахиллес и Минерва»[22].
- Золотая ваза, из которой два скифа пьют вино[22].
- Композиции на мифологические темы[22].
- «Шадай» для дочери Ротшильда Мириам[13].
- Мезуза в виде трубочки — 12 мм в длину и 4 мм в диаметре, в ней три меньшие трубочки, одна в другой, последняя трубочка завершается маленькой рукой. В трубочках выгравированы молитва «Шма» и десять заповедей. Всего на мезузе 1311 букв[13].
- Ритон[23] — рог, снизу доверху украшенный рельефом из жизни скифов.
- Колье — главная сцена представляет собой соблазнение Геркулеса сиреной[24].
- Бутылочка для духов с примерно 40000 шариков[24].
- Медальон «Десять заповедей»[25].
- Медальон, сделанный в подарок директору фабрики Жако в Одессе[25].
- Жетон «Стена скорби». Одна сторона — картина «Стена скорби» (евреи плачут и молятся), на другой стороне — 10 заповедей, «щит Давида» и надпись: «Внемли, Израиль: Господь — Бог наш, Господь — один»[26].
- Кулон в виде тиары царя Сайтаферна[26].
- Золотые статуэтки богини Ники и Эрота, сидящих верхом на кентавре[27].
- Брелок «Золотой скелет»[27].
- Железный щит, чеканенный и инкрустированный под произведения эпохи Возрождения[27].
- Брошь с изображением женской головки[27].
- Золотые книжечки с десятью заповедями и футлярчики из золота и серебра[13].

Известные местонахождения сохранившихся работ:
- Лувр[13];
- Эрмитаж[13];
- Одна — Музей декоративного искусства в Париже[9];
- Две — Всероссийский музей декоративно-прикладного и народного искусства[9];
- Две — Русский национальный музей[9];
- Музей Фаберже[22]
- частные коллекции.

Работы также выставляются на престижных аукционах Лондона и Парижа.

## Увековечение памяти

Мемориальная доска ювелиру Израилю Рухомовскому в Одессе (ул. Осипова, 6)

- На фасаде дома № 6 по улице Осипова (бывшей Ремесленной) по инициативе Александра Гуна 22 апреля 2014 года появилась мемориальная доска работы скульптора А. Князика.

Как пишет Музей Фаберже: 

Опрос общественного мнения современных специалистов в области искусствоведения и ювелирного искусства показал, что имя гения золотых дел мастера, талантливейшего гравёра по металлу, жившего на рубеже веков, редко встречается в искусствоведческой литературе.

## Публикации
- Рухомовский И. Моя жизнь, моя работа = (מײַן לעבן און מײַן אַרבעט) (идиш). — 1-е изд. — Париж, 1928.

## Фильмы
- Обратный отсчет. Корона царя Сайтаферна, или Привет Лувру из Мозыря на YouTube